# Hurricane G
Gloria Rodríguez, conocida como Hurricane G (Brooklyn, Nueva York; 20 de mayo de 1970-6 de noviembre de 2022), fue una rapera estadounidense de ascendencia puertorriqueña.

## Carrera musical
Su álbum de debut, All Woman, apareció en 1997. Fue la primera artista femenina en formar parte del colectivo de hip hop estadounidense Hit Squad, y colaboró con artistas como Keith Murray, Redman, Xzibit, Delinquent Habits, Funkdoobiest, Cocoa Brovaz y otros. También apareció en un remix del tema de Puff Daddy "P.E. 2000", en el recopilatorio Hip-Hop en Español vol. 2 (2001) colaborando con Arianna Puello, y en el compilado Silencio = Muerte Red Hot + Latin (1997).
Era conocida por su habilidad para rapear tanto en inglés como en español, y cuando lo hacía en este último idioma acostumbraba a emplear el dialecto nuyorriqueño.

## Fallecimiento
Su hija, Lexus, reveló en redes sociales en mayo de 2022 que su madre había sido diagnosticada con cáncer de pulmón en etapa 4. Hurricane G murió el 6 de noviembre de ese mismo año, según publicó en redes sociales el músico Erick Sermon, expareja de la rapera y padre de Lexus.

## Discografía
- 1997: All Woman